# Szepligetella perfida
Szepligetella perfida är en stekelart som först beskrevs av John Obadiah Westwood 1851.  Szepligetella perfida ingår i släktet Szepligetella och familjen hungersteklar. Inga underarter finns listade i Catalogue of Life.